# 拉迪宋站
拉迪宋站（法語：Station Radisson）位於加拿大魁北克省蒙特利爾，服務附近的居民。

## 外部連結
- （法文）（英文）蒙特利爾交通局：拉迪宋站 （页面存档备份，存于）（英文） （页面存档备份，存于）
- （法文）（英文）：拉迪宋站 （页面存档备份，存于）（英文） （页面存档备份，存于），含有拉迪宋站的資訊、歷史、車站結構與藝術品資料。